# Moroziv, Dunaiivți
Moroziv (în ucraineană Морозів) este localitatea de reședință a comunei Moroziv din raionul Dunaiivți, regiunea Hmelnîțkîi, Ucraina.

## Demografie
Componența lingvistică a localității Moroziv
     Ucraineană (99,35%)
     Alte limbi (0,65%)
Conform recensământului din 2001, majoritatea populației localității Moroziv era vorbitoare de ucraineană (99,35%), existând în minoritate și vorbitori de alte limbi.